# FADELESS
「FADELESS」（フェイドレス）は、the GazettEの楽曲。RUKIが作詞、the GazettEが作曲を手掛けた。the GazettEの21枚目のシングルとして2013年8月21日にSony Music Recordsから発売された。

## 解説
前作「REMEMBER THE URGE」から約2年ぶりのシングル。7thアルバム「BEAUTIFUL DEFORMITY」の先行シングルとして発売された。販売形態はPV及びメイキングDVDが同梱されたOptical Impression-、ボーナストラックとして「FORBIDDEN BEAVER」が入ったAuditory Impressionの2形態となっている。

## 収録曲
（全作詞:RUKI、作曲:the GazettE）

### Optical Impression
1. FADELESS
RUKI原曲。
2. QUIET
麗原曲。

DVD
1. FADELESS Music Clip

### Auditory Impression
1. FADELESS
2. QUIET
3. FORBIDDEN BEAVER
葵原曲。